# Dézsi Márton
Dézsi (Hockmar) Márton (Dési Márton) (Dés, 1639 körül – Nagyenyed, 1691. július 24.) református esperes, főiskolai tanár, hittudós.

## Élete
Atyja kádármester volt, Segesvárról származott. Désen, Nagybányán és Sárospatakon tanult, ezt követően Bethlen János erdélyi kancellár segítségével Leidenbe utazott. Itt négy évig (1666–1669) Johannes Coccejus tanítványa volt, aki el is tartotta a tehetséges fiatalt. Visszatérte után Kézdivásárhelyen szolgált lelkészként, ahol 1670-ben a kézdi egyházmegye esperesévé választották. 1671-től pedig Nagyenyeden volt a hittudományok tanára.
Ő volt az első, aki Erdélyben Coccejus elveit terjesztette. 1673-ban Dézsit Pataki István kolozsvári tanárral együtt bevádolták I. Apafi Mihály fejedelemnél Coccejus-féle elveikért. A fejedelem mindkettőt maga elé idéztette Fogarasba, ahol későbbi vizsgálatig hallgatást parancsolt nekik. Az 1673. június 15-én Radnóton tartott zsinaton, ahol Dézsi ellen 35, Pataki ellen 9 pontban emeltek vádat, Patakit felmentették, Dézsi pedig elvesztette állását. Utóbb ismét taníthatott, de korábbi elveit nem tagadta meg, így 1684–85-ben újabb vitát kellett folytatnia Pósaházi János gyulafehérvári tanárral, aki Coccejus és René Descartes tanainak ellenzője volt.

## Munkái
Pósaházi Syllabus Assertionum et Hypothesium illarum, quibus Neoterici quidam Theologi et Philosophi Scholas et Ecclesias turbant című művét (1685) Dézsi megcáfolta latinul és magyarul írt műveiben, melyek azonban nyomtatva nem jelentek meg. Magyar kivonata Summája az Pósaházi uram Syllabusára való Replicának címen maradt fenn.
- Valószínűleg ő a szerzője az Osdolai Kun István által Kolozsvárt 1677-ben kiadott Hétnapi útitárs című imakönyvnek is
- Gyászbeszédet tartott 1685-ben Pápai Páriz Ferencnének és 1688-ban Bánffy Dénesné Bornemisza Katának a temetésén
- Üdvözlő verset írt Csuzi Cseh Jakabhoz (1660), Szathmárnémethi Mihályhoz (1661), Eszéki T. Istvánhoz (1666), Pápai Páriz Ferenchez (1680), valamint II. Apafi Mihály beiktatására (1684)
- Levele Teleki Mihályhoz a biblia-kiadás ügyében (1684) megjelent a Protestáns Közlönyben (1888)